# Battolli
I battolli  caiegue  sono un primo piatto, fatto con un tipo di pasta tipico della cucina ligure, prodotta nel levante ligure, in particolare nella val Fontanabuona e nel comune di Uscio .

## Storia
Appartiene alla cucina povera della cucina ligure. I battolli nascono dall'utilizzo delle risorse presenti nella zona e nella campagna.
In questo caso la castagna da cui viene ricavata la farina di castagne e le coltivazioni locali quali grano, patate, basilico, e navoni nauìn che sono rape bianche, utilizzate anche come alimento per il bestiame .

## Ingredienti
Per la pasta: acqua, farina di grano, farina di castagne e sale.
Per il condimento: pesto, navoni e patate .

## Preparazione
Si prepara l'impasto. Si uniscono le farine con un po' d'acqua ed un po' di sale. Poi si prepara la sfoglia e la si taglia in lunghe striscioline, tipo tagliatelle, della larghezza di circa 4 mm .
Una volta fatti, si lasciano asciugare sulla madia e poi si cuociono per 2 minuti, in acqua portata ad ebolizione e salata, od anche in latte .
Vengono conditi con il pesto, patate tagliate a pezzetti e i navoni .

## Abbinamenti enogastronomici
Si possono accompagnare con un vino bianco come per esempio il Golfo del Tigullio Bianchetta Genovese.

## Riconoscimento
Il comune di Uscio (GE) ha fatto richiesta per la de.co.